# Praezygaena
Praezygaena is een geslacht van vlinders van de familie bloeddrupjes (Zygaenidae), uit de onderfamilie Zygaeninae.

## Soorten
- P. afghana (Moore, 1859)
- P. agria (Distant, 1892)
- P. caschmirensis (Kollar, 1844)
- P. conjuncta (Hampson, 1920)
- P. erythrosoma (Hampson, 1892)
- P. lateralis (Jordan, 1907)
- P. microsticha (Jordan, 1907)
- P. mitisi (Dziurzynski, 1905)
- P. myodes (Druce, 1899)
- P. ochroptera (Felder, 1874)